# Roald Goethe
Pas d'image ? Cliquez ici
Roald Goethe, né le 2 mars 1960 à Hambourg est un homme d'affaires et un pilote automobile allemand. Il compte notamment trois participations aux 24 Heures du Mans en 2011, 2013 et 2015,. Il est également connu pour être un collectionneur de voitures de course, notamment celles ayant une livrée aux couleurs Gulf Oil.

## Carrière
Lors de l'édition 2015 des 24 Heures du Mans, à bord de l'Aston Martin V8 Vantage GT2, il est victime d'une violente sortie de piste.
En mars 2016, il devient le dirigeant du groupe Trafigura en Afrique.

## Résultats aux 24 Heures du Mans
| Année | Équipe                      | Voiture                     | Équipiers                           | Résultat |
| ----- | --------------------------- | --------------------------- | ----------------------------------- | -------- |
| 2011  | Gulf Racing Middle East AMR | Aston Martin V8 Vantage GT2 | Fabien Giroix / Micheal Wainwright  | Abandon  |
| 2013  | Aston Martin Racing         | Aston Martin Vantage GTE    | Jamie Campbell-Walter / Stuart Hall | 30e      |
| 2015  | Aston Martin Racing         | Aston Martin Vantage GTE    | Francesco Castellacci / Stuart Hall | Abandon  |